# Crizantemă
Crizantemele, numite și tufănele, dumitrițe, margarete de toamnă, sunt un gen de flori (Chrysanthemum), format din aproximativ 30 de specii de plante perene, aparținând familiei Asteraceae, native Asiei și Europei de nord-est.

## Taxonomie

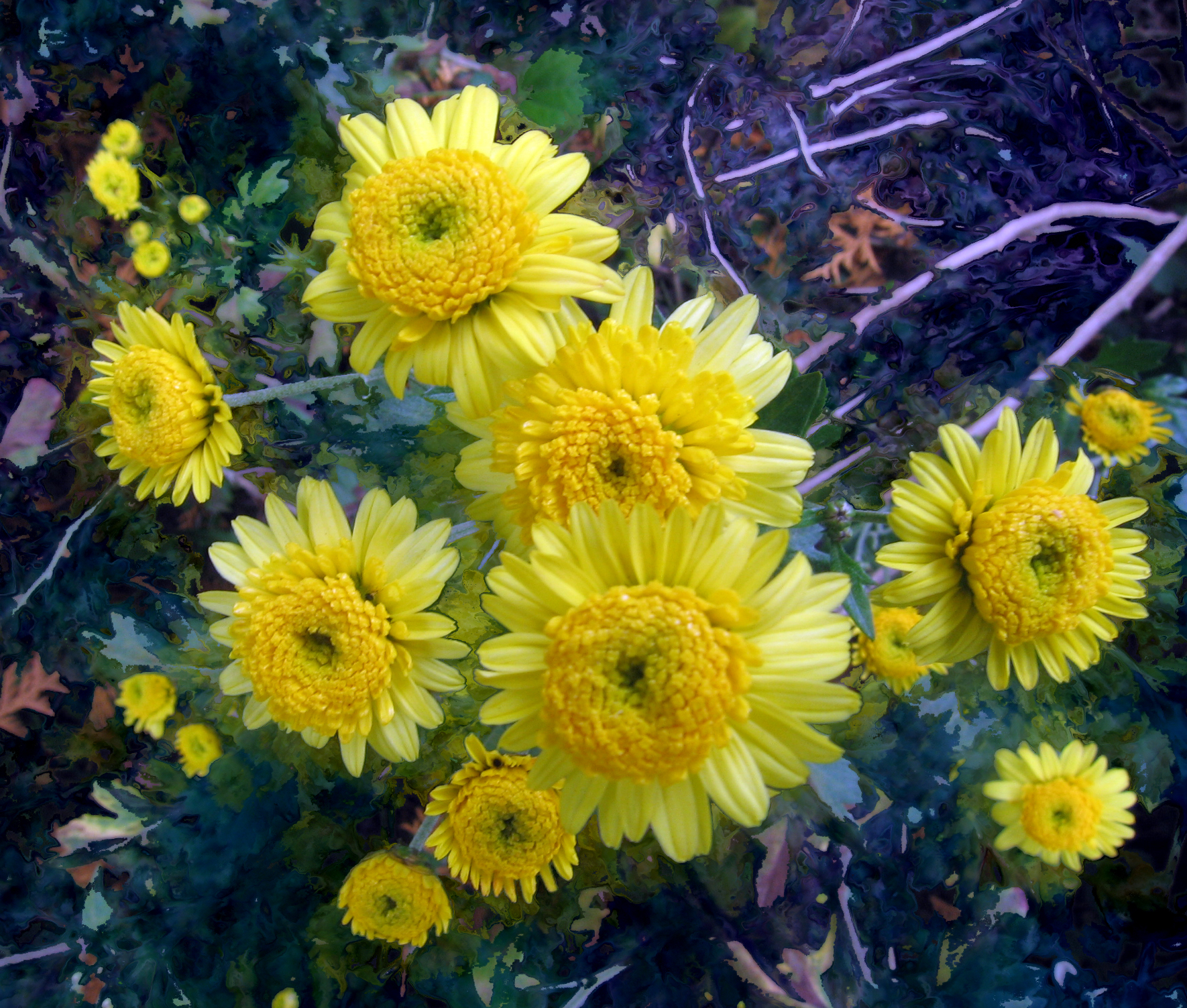

Genul a fost format din mult mai multe specii în istoria sa, dar acestea au fost separate în mai multe genuri; denumirea genurilor a fost controversată, dar o hotărâre a Codului Internațional de Nomenclatură Botanică din 1999 specifică faptul că specia definitoare a genului este Chrysanthemum indicum. Aceste specii aparținea genului Dendranthema după separarea genurilor, dar înainte de hotărârea CINB.
Genurile care au fost separate de Chrysanthemum sunt: Argyranthemum, Glebionis, Leucanthemopsis, Leucanthemum, Rhodanthemum și Tanacetum.
Speciile genului Chrysanthemum sunt plante perene, ierboase, care cresc până la 50–150 cm înălțime, cu frunze adânc crestate și flori mari, de culori diverse.
Aceste plante servesc drept hrană pentru larvele unor specii de fluturi.

## Istorie

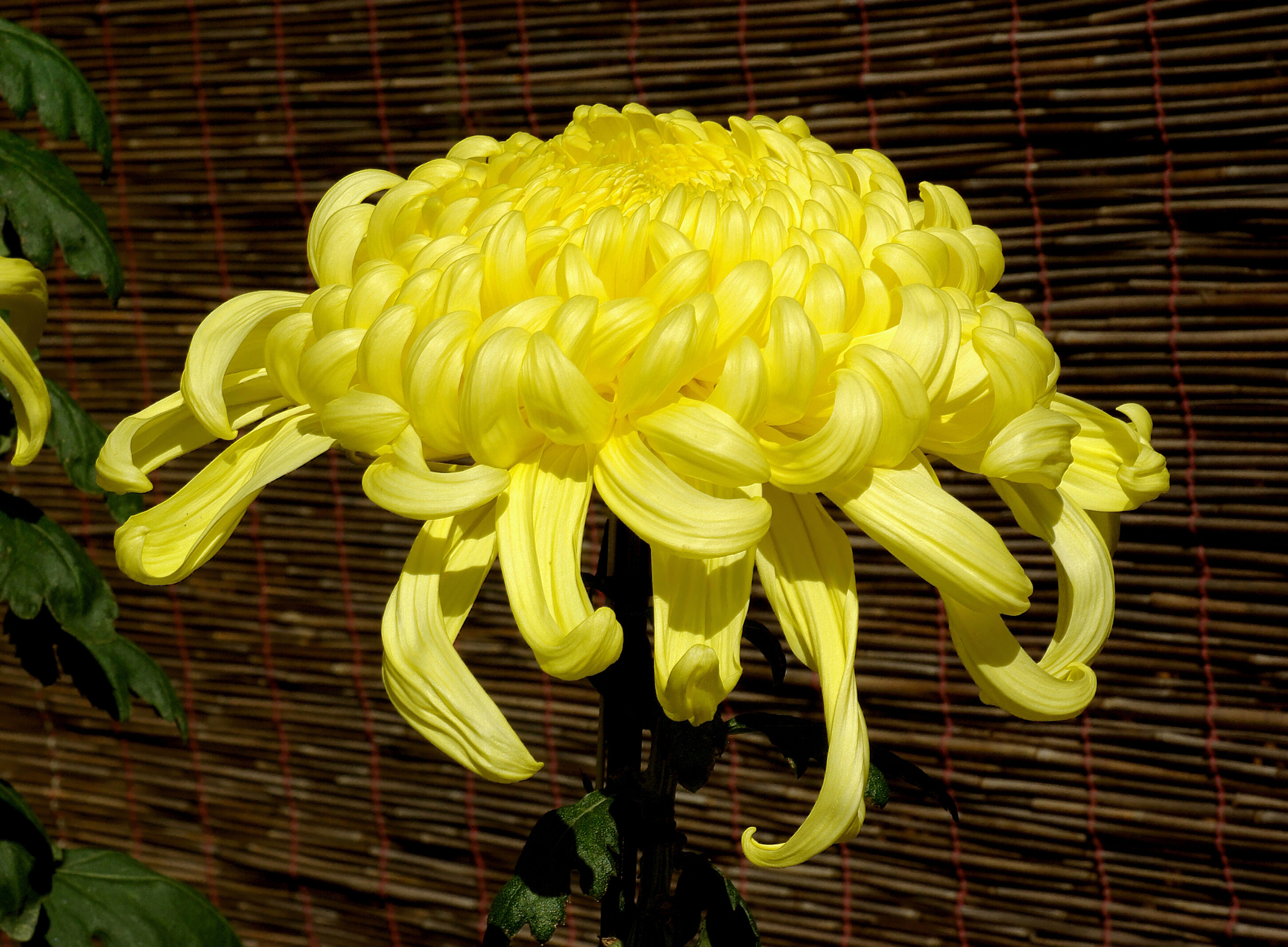
Această floare este numită Oogiku în japoneză. Înseamnă crizantemă mare. Diametrul acestei flori este de aproximativ 20cm.

Crizantemele au fost cultivate în China încă din secolul al XV-lea î.Hr. Un oraș antic chinez a fost numit Ju-Xian, în traducere "orașul crizantemă". Planta a fost introdusă în Japonia probabil în secolul al VIII-lea a.d., iar împăratul a adoptat-o ca sigiliu imperial. În Japonia există un "Festival al Fericirii" dedicat florii.

Floarea a fost adusă în Europa în secolul al XVII-lea. Linnaeus a numit-o conform prefixului grecesc chrys-, care înseamnă auriu (culoarea inițială a florilor), și -anthemon, însemnând floare.

## Galerie

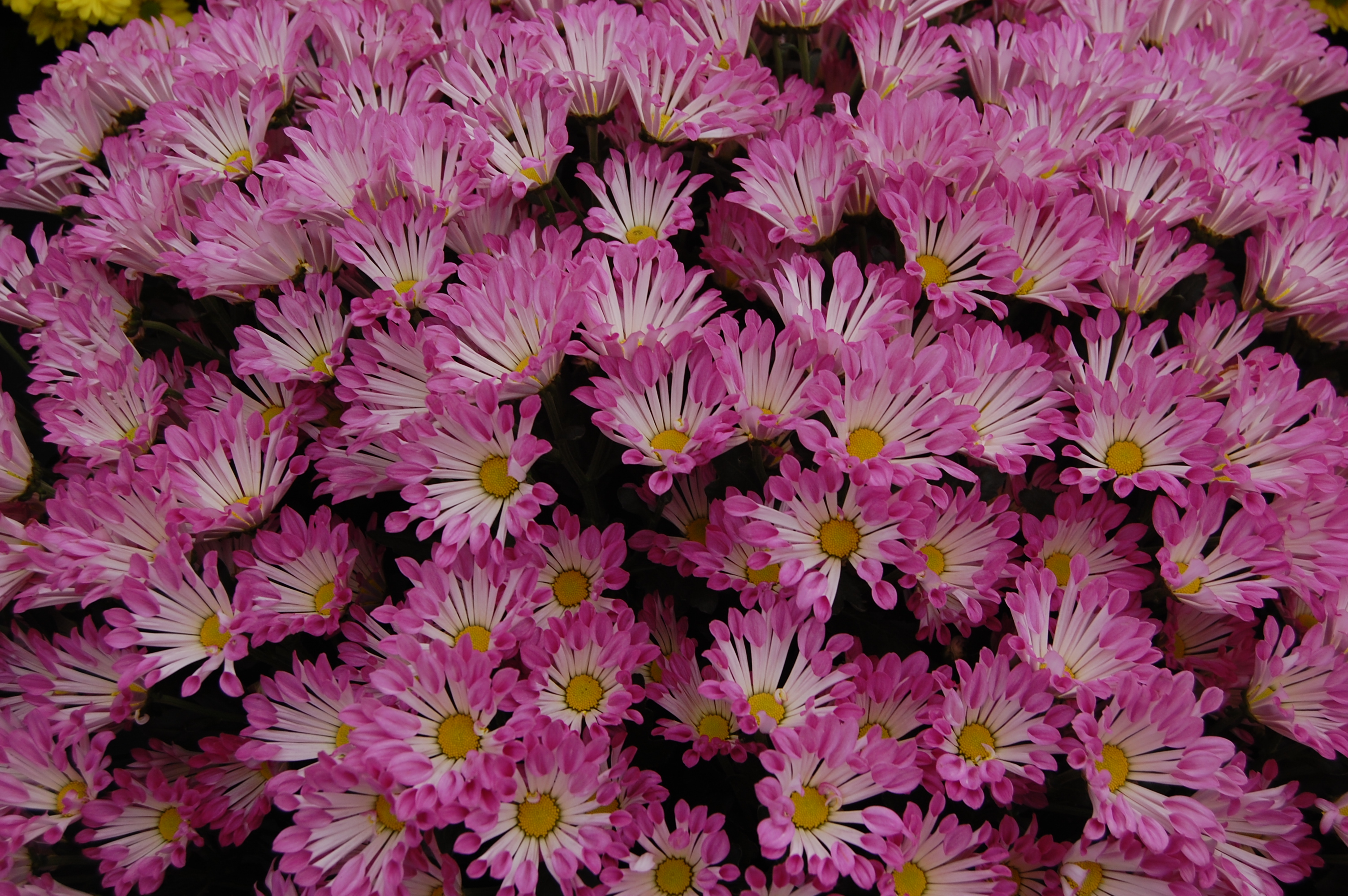
'Dance'
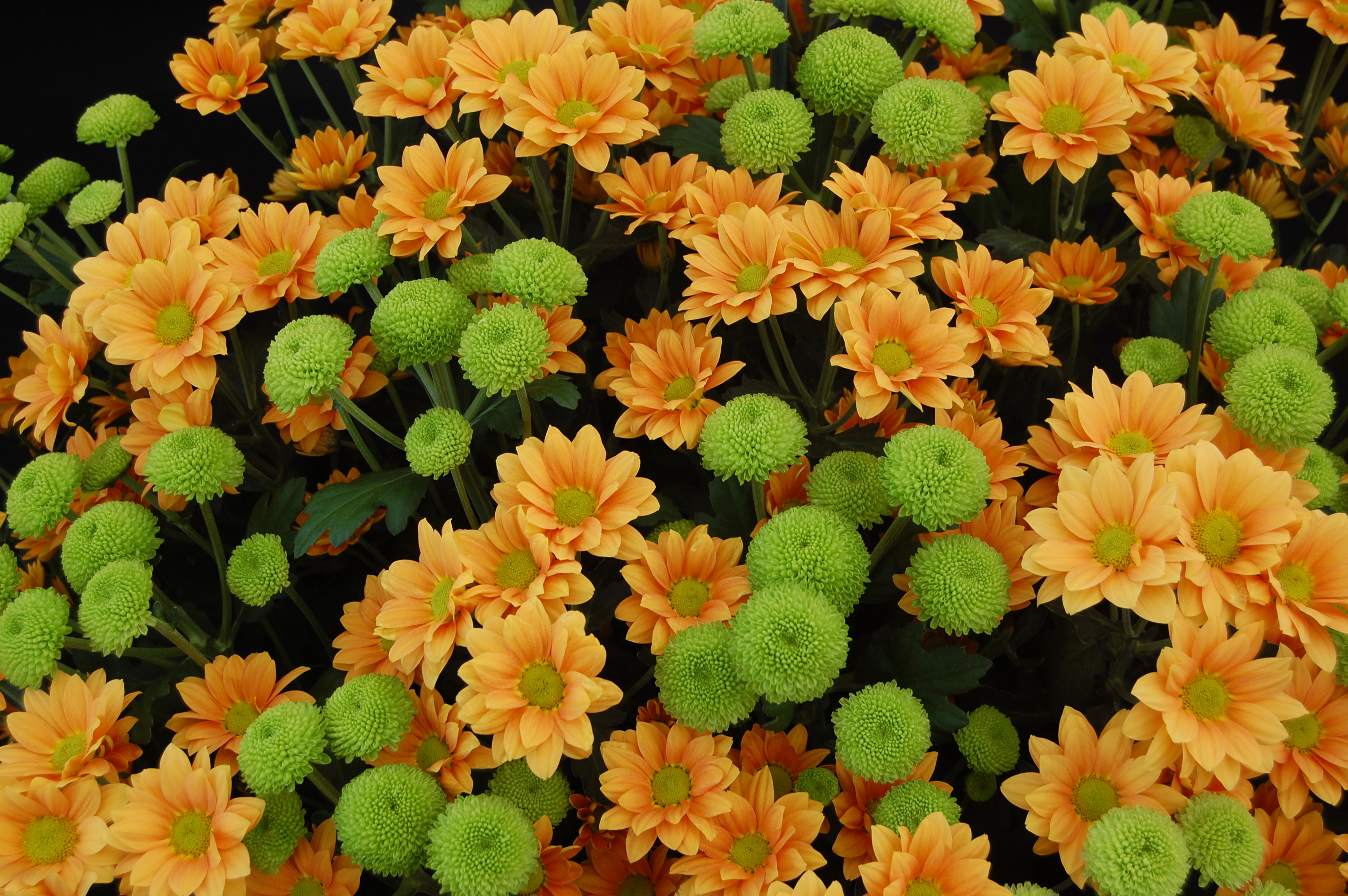
'Enbee Wedding Golden' & 'Feeling Green'